# Fa (Xia-König)
Fa (chinesisch 發, Pinyin Fā) war der 16. Herrscher der legendären Xia-Dynastie. Laut Überlieferungen regierte er angeblich von 1747 v. Chr. bis 1728 v. Chr. Außerdem war er der Vater des Xia-Königs Jie, der die Dynastie zu ihrem Ende brachte.
Sein Rufname war Houjing (后敬).

## Herrschaft
Fa war ein Sohn des Königs Gao von Xia und damit ein Enkel von Kong Jia.
Während seiner Krönungsfeier versammelten sich alle seine Vasallen in seinem Palast.
Das erste jemals aufgezeichnete Erdbeben fand am Berg Tai im heutigen Shandong während seiner Herrschaft statt. Das Ereignis wurde auf das Jahr 1731 v. Chr. als Berg-Tai-Erdbeben datiert.
Das Erdbeben wurde kurz in den Bambus-Annalen erwähnt.